# 2004 في سوريا
فيما يلي قوائم الأحداث التي وقعت خلال عام 2004 في سوريا.

## رياضة
- 1 يناير – سوريا في الألعاب الأولمبية الصيفية 2004

## موسيقى

### ألبومات
من الألبومات التي صدرت هذه السنة في سوريا:
- 1 يناير – أوقات من غناء أصالة نصري.

## مواليد

### أكتوبر
- 24 أكتوبر – زين الرافعي ممثل سوري.

## وفيات

### يناير
- 1 يناير – جورج طعمة (مواليد 1922) دبلوماسي سوري.
- 1 يناير – عبد الرحمن الشاغوري (مواليد 1912) شاعر سوري.
- 1 يناير – محمد هشام البرهاني (مواليد 1932)
- 1 يناير – منير العجلاني (مواليد 1912)
- 15 يناير – معروف الدواليبي (مواليد 1909) سياسي سوري.

### مارس
- 22 مارس – رينيه خوام (مواليد 1917) مترجم فرنسي.

### سبتمبر
- 1 سبتمبر – أحمد كفتارو (مواليد 1915) مفتي سابق لسوريا.

### ديسمبر
- 19 ديسمبر – ممدوح عدوان (مواليد 1941)